# 高嗜酸粒细胞综合征
高嗜酸粒细胞综合征（hypereosinophilic syndrome，HES）又称嗜酸粒细胞增多综合征，是一种综合征，其特点是血液中的嗜酸粒细胞计数持续性地升高（多于1500嗜酸粒细胞/立方毫米），同时伴有组织器官功能损害，如：纤维化、皮肤损伤、神经系统功能障碍、血栓形成或栓塞的病理状态。没有明确的病因。

## 病理学
高嗜酸粒细胞综合征有两种形式：心内膜纤维化和Loeffler氏心内膜炎. 心内膜纤维化(又称戴维斯病， Davies disease)见于在非洲和南美洲，Loeffler氏心内膜炎没有明显的地域性。 
这两种形式的高嗜酸粒细胞综合征，都有嗜酸粒细胞浸润心肌，导致部分心脏纤维化增厚。受害区域包括左、右心室的顶部， 纤维化亦可涉及二尖瓣或三尖瓣。 由于其浸润性，心室腔缩小，造成闭塞性心肌病，限制血液流入心脏。
慢性嗜酸粒细胞白血病（CEL）是一种骨髓增生性疾病，它的许多特征与高嗜酸粒细胞综合征类似。许多案例有特征性的FIP1LI-PDGFRA 基因重排。 FIP1LI-PDGFRA阳性患者对酪氨酸激酶抑制剂敏感。 

## 治疗
IHES（idiopathic HES）应以重要器官受累和功能障碍作为主要治疗指征。
1. 肾上腺皮质激素。可抑制嗜酸粒细胞的产生，对原发性和继发性嗜酸粒细胞增多症均有效，因此常作为首选治疗。泼尼松1mg/(kg·d)，口服，发病急者可予相当剂量的地塞米松静脉点滴。病情好转后，改为口服药，原量维持2周，然后在2～3个月内减至半量，再逐渐减量维持1年左右。若减量过程中病情反复，至少应恢复至减量前用药。一般认为以下患者对泼尼松的治疗反应较好：①皮肤表现血管神经性水肿;②血清IgE增高;③口服泼尼松后嗜酸粒细胞下降明显，持续时间长。
2. 细胞毒药物。对于白细胞增多明显，外周血中出现原始粒细胞，脏器浸润明显，病情进展快的重症患者以及皮质激素治疗疗效差者可加用羟基脲治疗，1～2g/d，治疗7～14天后白细胞开始下降，至白细胞降至<10×109/L后，用小剂量维持(每天或隔天0.5g)。亦可加用长春新碱：1～2 mg/次，每周1次。长春新碱可快速降白细胞，用药1～3天白细胞数即可下降，一般多用于白细胞过高的患者。长春新碱治疗，还可用VP16(VM26)、烷化剂如苯丁酸氮芥(瘤可宁)等。
3. 生物因子和免疫抑制药。干扰素(1.0～6.25)×106U/d，皮下注射，连续应用。环孢素A常用剂量4mg/kg，可以同小剂量皮质激素联合使用。
4. 白细胞单采术。对嗜酸粒细胞计数绝对值>100×109/L的患者，可用白细胞分离机单采嗜酸粒细胞，再用药物治疗。
5. 脾脏切除。HES患者约43%有脾脏肿大，巨脾可出现脾功能亢进和脾梗死，导致贫血和血小板减少。出现严重脾功能亢进和脾梗死时，可考虑脾切除治疗。
6. 骨髓移植。病情进展迅速，常规治疗无效，有染色体异常，年龄小于50岁，有HLA相合供者，应考虑异基因造血干细胞移植。
7. 心脏外科。合并心脏病变，50%的患者有二尖瓣或三尖瓣膜受损，可行瓣膜修补或瓣膜置换术。对吕弗琉纤维增生性心内膜炎可行心肌内膜切除术或血栓切除术。心脏外科治疗可改善心脏受累者的心功能，可延长其生存期。 在上述治疗的同时还应注意对症治疗，保护受累的脏器。